# Tomáš Borek
Tomáš Borek (* 4. April 1986 in Karlsbad) ist ein tschechischer Fußballspieler.

## Karriere

### Verein
Borek begann mit dem Vereinsfußball 1992 im Nachwuchs des SK Toužim und wechselte von hier aus 1998 in die Jugendabteilung von Viktoria Pilsen. Bei Pilsen wurde er 2005 in den Profikader involviert und kam nach wenigen Monaten zu regelmäßigen Einsätzen. 2008 verließ Borek Pilsen und spielte anschließend bei diversen tschechischen Erstligavereinen.
Für die Saison 2013/14 wechselte Borek in die türkische Süper Lig zu Torku Konyaspor. Für die Saison 2014/15 lieh ihn sein Verein an den türkischen Zweitligisten Albimo Alanyaspor aus. Nach einem weiteren Jahr in Konya, wo er nur im Pokal zum Einsatz kam, wechselte Borek erneut zum 1. FK Příbram und später zum polnischen Drittligisten Znicz Pruszków.
Seit 2017 ist Borek nur noch im tschechischen Amateurbereich aktiv, aktuell spielt er für den FC Horky nad Jizerou.

### Nationalmannschaft
Der Mittelfeldspieler absolvierte in den Jahren 2004 und 2005 mehrere Partien für die tschechische U-18 und die U-19-Nationalmannschaft.

## Erfolge
Mit Torku Konyaspor
- TSYD-Ankara-Pokalsieger: 2013